# 中華民國業餘無線電促進會
中華民國業餘無線電促進會（英語：Chinese Taipei Amateur Radio League，縮寫：CTARL）是一個設在臺灣的全國性非營利組織，為中華民國的業餘無線電愛好者服務。該組織的主要會員福利包括QSL局服務和名為《HamFormosa》的會員月刊，CTARL在中華民國的電信當局以及國際當局面前代表業餘無線電操作員的利益。 CTARL是國際業餘無線電聯盟中代表中華民國的成員協會。
1991年3月10日，中華民國業餘無線電促進會在國立臺灣師範大學成立。